# Jacqueline Boatswain
Jacqueline Boatswain (auch Jacqui Boats) (* 22. Juni 1962 in Bedford) ist eine britische Schauspielerin.
Jacqueline Boatswain spielte unter anderem in TV-Shows, wie Grange Hill, Red Dwarf, Silk – Roben aus Seide und in der Kult-Channel-4-Serie Shameless. Am bekanntesten ist sie für ihre Rolle in dem langjährigen BBC-Schuldrama Grange Hill (2003–2006). Außerdem lieh sie ihre Stimme Videospielen, wie Assassin’s Creed IV: Black Flag, Bloodborne und Xenoblade Chronicles 2.

## Biografie
Als Kind zeigte sie musikalisches Talent und besuchte mit siebzehn Jahren die Ballettschule in London.
Etwa fünfzehn Jahre lang sang und tanzte sie auf der West-End-Bühne in den RSC-Filmen Kiss Me, Kate, Jesus Christ, Superstar und den Revivals von Carousel und Chicago.
Anfang der 2000er Jahre wurde ihr vorgeschlagen, sich der Schauspielerei zuzuwenden und 2003 übernahm sie nach einem vierwöchigen Aufenthalt in der Krankenhaus-Seifenoper Casualty die Rolle der Schulleiterin im Schuldrama Grane Hill und blieb dort drei Jahre lang. Seitdem ist sie in anderen langjährigen Serien aufgetreten – EastEnders, Hollyoaks und als anspruchsvolle Patreesha in Shameless sowie als eher finstere Wissenschaftlerin in der Mystery-Jugendserie Wolfblood.
Auf der Bühne trat sie in Coriolanus auf, sowie in One Monkey Don’t Stop No Show, The Amen Corner und Adult Supervision, welche mit rassistischen Bedenken spielen.

## Filmografie (Auswahl)
- 1986: Streets Ahead
- 1986: Ballet Black (Dokumentarfilm von Stephen Dwoskin über Les Ballets Nègres)
- 1988: Red Dwarf (Fernsehserie, eine Folge)
- 1989: Goldeneye – Der Mann, der James Bond war (Goldeneye, Fernsehfilm)
- 1990: A Bit of Fry & Laurie (Fernsehserie, eine Folge)
- 2001–2014: Doctors (Fernsehserie, 5 Folgen)
- 2002–2005: Casualty (Fernsehserie, 4 Folgen)
- 2003–2005: Grange Hill (Fernsehserie, 50 Folgen)
- 2004: London Voodoo
- 2007: Life on Mars – Gefangen in den 70ern (Life on Mars, Fernsehserie, eine Folge)
- 2007: The Royal (Fernsehserie, 2 Folgen)
- 2007: Little Devil (Miniserie, eine Folge)
- 2008: Mistresses (Fernsehserie, eine Folge)
- 2008: Torchwood (Fernsehserie, eine Folge)
- 2011: Silk – Roben aus Seide (Silk, Fernsehserie, eine Folge)
- 2011: The Importance of Being Whatever (Fernsehserie, 2 Folgen)
- 2013: Working Lunge (Kurzfilm)
- 2013: Shameless (Fernsehserie, 9 Folgen)
- 2014: National Theatre Live: Coriolanus
- 2014: In the Club (Fernsehserie, 3 Folgen)
- 2014: Bad Education (Fernsehserie, eine Folge)
- 2014–2016: Wolfblood – Verwandlung bei Vollmond (Wolfblood, Fernsehserie, 10 Folgen)
- 2014–2018: Cuckoo (Fernsehserie, 6 Folgen)
- 2015: Banana (Miniserie, eine Folge)
- 2015: River (Miniserie, eine Folge)
- 2015–2019: Hollyoaks (Fernsehserie, 246 Folgen)
- 2017: Hospital People (Fernsehserie, 3 Folgen)
- 2018: Collateral (Fernsehserie, 3 Folgen)
- 2019: National Theatre Live: Small Island
- 2020: Shakespeare & Hathaway – Private Investigators (Fernsehserie, 1 Folge)
- 2020: Vera – Ein ganz spezieller Fall (Vera, Fernsehserie, 1 Folge)
- 2021: Inspector Barnaby (Midsomer Murders, Fernsehserie, 1 Folge)
- 2022: Phantastische Tierwesen: Dumbledores Geheimnisse (The Secrets of Dumbledore)
- 2023: Carnival Row (Fernsehserie, 4 Folgen)

## Computerspiele (Sprechrollen)
- 2004: World of Warcraft – Zusätzliche Stimmen
- 2013: Assassin’s Creed IV: Black Flag – Multiplayer Stimmen
- 2015: Bloodborne – Hunter of Hunters
- 2017: Xenoblade Chronicles 2 – Zusätzliche Stimmen
- 2018: World of Warcraft: Battle for Azeroth – Zusätzliche Stimmen